# Paragonia inornata
Paragonia inornata är en fjärilsart som beskrevs av W. Warren 1907. Paragonia inornata ingår i släktet Paragonia och familjen mätare. Inga underarter finns listade i Catalogue of Life.